# Тюрлеминское сельское поселение

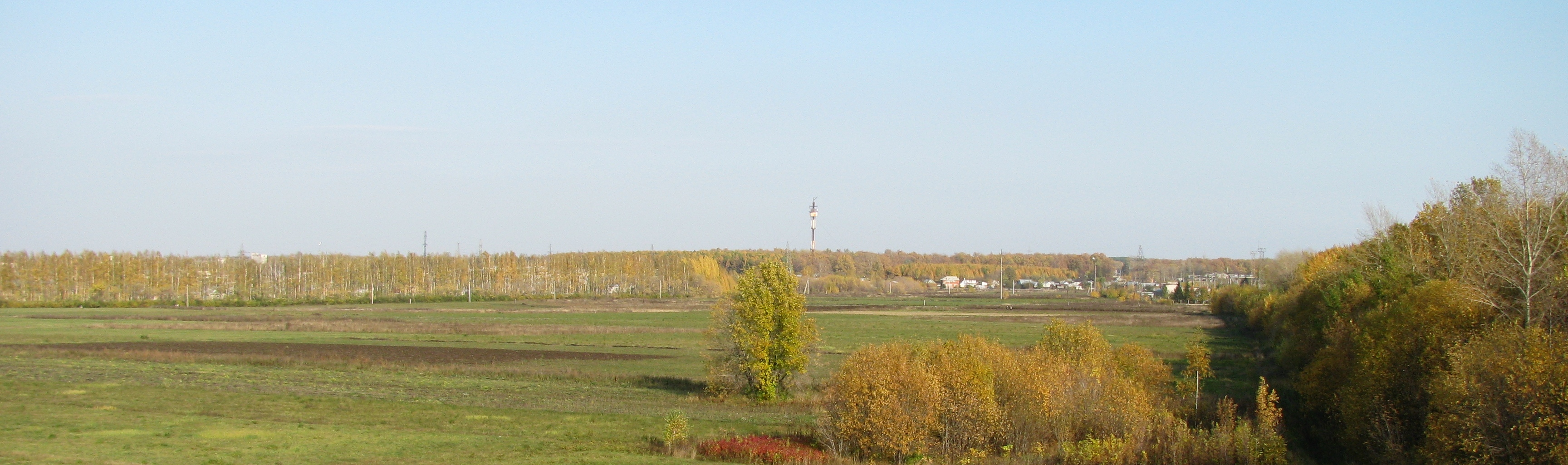
Тюрлема со стороны трассы М7

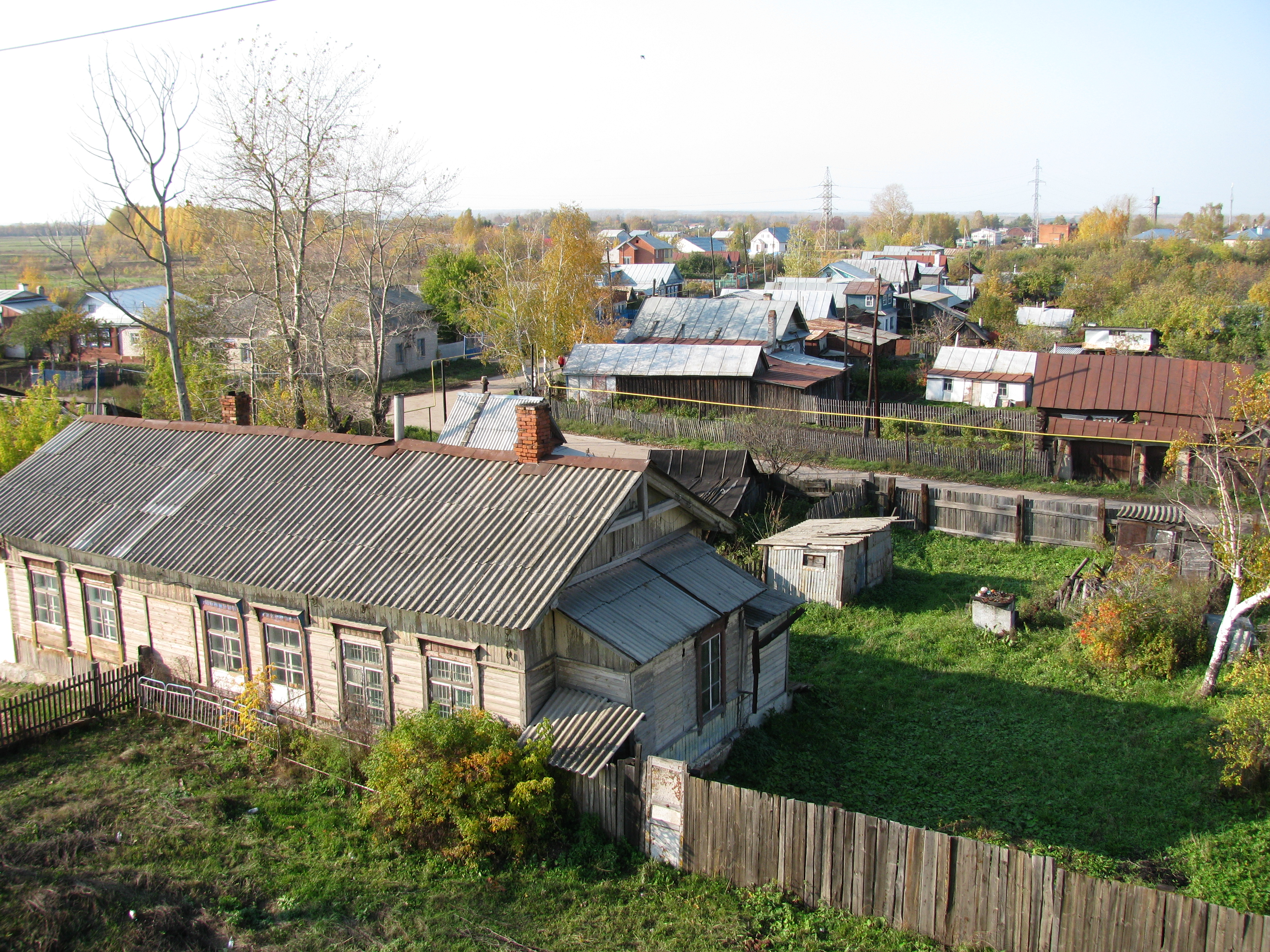
Тюрлема

Тюрлеми́нское се́льское поселе́ние (чув. Тӗрлемес ял тӑрӑхӗ) — муниципальное образование в составе Козловского района Чувашской Республики. Административный центр — деревня Тюрлема. На территории поселения находятся 7 деревень.
Главой поселения является Васильев Валерий Михайлович.

## Организации
- Администрация Тюрлеминского сельского поселения
- Тюрлеминская средняя общеобразовательная школа
- Тюрлеминский сельский дом культуры
- Тюрлеминский фельдшерско-акушерский пункт
- Тюрлеминское отделение связи Козловского почтамта
- Тюрлеминская сберегательная касса № 4437/01 Цивильского ОСБ
- Тюрлеминское федеральное государственное унитарное дорожное эксплуатационное предприятие № 146
- Спецбаза № 52, предприятие материально-технического снабжения Горьковской железной дороги — филиала ОАО «РЖД»

## Населённые пункты
- Тюрлема
- Старая Тюрлема
- Новая Тюрлема
- Уразметево
- Курочкино
- Воробьевка